# Swinow
Die Swinow ist ein kleiner Fluss in Vorpommern mit einer Länge von etwa 23 km.
Sie entspringt in der Nähe von Karlsburg im Landkreis Vorpommern-Greifswald und fließt von dort in westlicher Richtung entlang der Bundesstraße 111 bis nach Gützkow. Dort umfließt sie die Altstadt und mündet etwa 3 km südlich in die Peene.

## Geografie

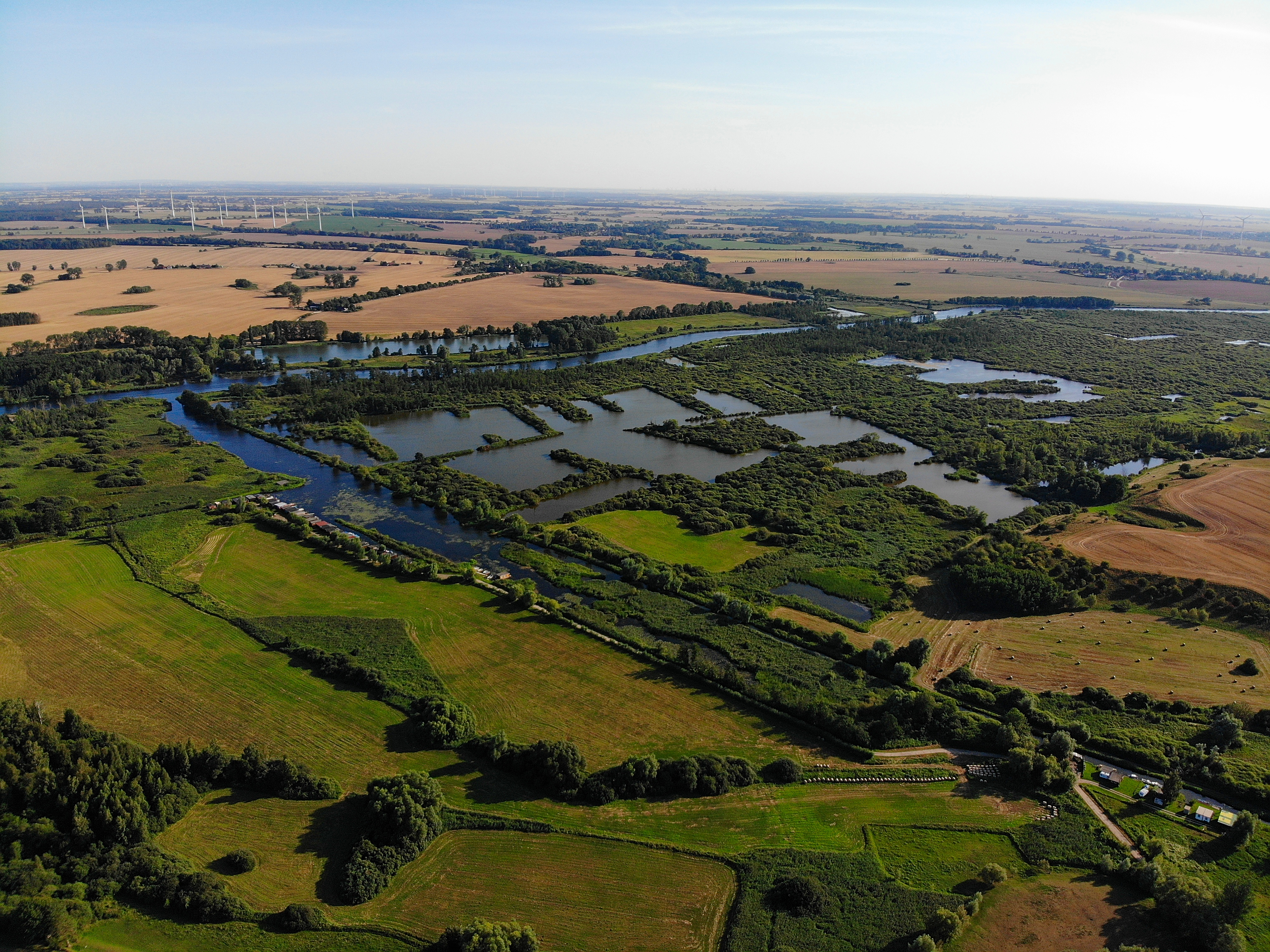
Luftaufnahme der Swinow an der Peeneeinmündung. Gut erkennbar der ehemalige Torfstich, den der Bach vor der Mündung in die Peene durchfließt.

Die Quelle des Baches befindet sich im Karlsburger Holz am östlichen Ende in der Nähe von Pamitz. Der Bach wird von zahlreichen Gräben aus den Wiesen und Mooren gespeist. Er fließt dann in westlicher Richtung durch das Karlsburger und Oldenburger Holz und quert dann Ranzin und speiste in Gribow bis in die 1920er Jahre eine Wassermühle. Die Swinow verläuft von dort parallel zur B 111 und unterquert diese bei Upatel, wo 2003 eine neue Brücke gebaut wurde. In einem nordwestlichen Bogen verläuft sie zum Schiefenberg vor Gützkow, wo sie die 2006 neu erbaute Ortsumgehung Gützkows der B 111 quert. Dort erreicht sie das von ihr gebildete eiszeitliche Durchbruchstal durch den circa 16 m hohen Lehmklotz der Hochflächen um Gützkow. In steinigen Windungen erreicht sie die Stadt, hinterließ den Hasenberg als Insel in den Moorwiesen. In engem Bogen verläuft sie von westlicher in südlicher Richtung um Gützkow herum. Am Schloßberg zweigt der künstlich angelegte Mühlenbach ab, der die seit 1353 genannte Surrapellsche Mühle über viele Jahrhunderte antrieb. Die Swinow wurde hier durch ein Wehr, die so genannten „Freischütten“, gestaut und reguliert. Kurz hinter dem Stau trieb sie die 1903 errichtete Görs´sche Mühle. Von dort verläuft der Bach entlang der früheren Stadtgrenze nach Süden. In den Wiesen zum Liebenthal wurde der Bach im Lauf begradigt. Im Unterlauf des Baches wurde im 19. Jahrhundert ein längerer Torfstich angelegt, den der Bach durchfließt, bevor er die Peene erreicht.

## Geschichte

Swinow-Mühlenstau in Gützkow 1900

Gebildet hat sich der Bach als Abfluss des Schmelzwassers nach der Eiszeit. Besonders im Bereich der Stadt Gützkow wurde er zum Landschaftsgestalter durch Auswaschungen des Tales zwischen Schiefenberg und Stadtberg. Seit der Steinzeit sind an seinem Ufer bzw. in der Nähe Siedlungen angelegt und archäologisch nachgewiesen worden. Besonders dicht werden die Nachweise in der Bronze- sowie in der Slawenzeit. Der genaue Fundort eines Einbaums an seinem Ufer um 1920 ist nicht exakt überliefert. Der Bach wurde demnach mit Booten befahren.
Der Name Swinow-Bach kommt aus dem Slawischen und bedeutet so viel wie „Schweinebach“. Beim Gützkower Schiefenberg gab es um 1100 den Ort Swinrowe, der noch 1321 urkundlich erwähnt wurde. Der Flurname „Dörpstell“ verwies auf die Lage und archäologische Funde bestätigten dies sehr eindrücklich.
Die Swinow verläuft überwiegend in natürlichen Mäandern, lediglich in den Wiesen am Liebenthal wurde der Bach begradigt. An seinem Unterlauf wurde im 19. Jahrhundert ein größerer Torfstich angelegt. Beim Bau der Stärkefabrik 1907 wurde ein Kanal entlang der Swinow zum Torfstich an der Peene ausgebaggert. An der Fabrik war ein Anlegekai für die Lastkähne, dort ist heute ein Wasserwanderrastplatz. An der Swinow befanden sich auch Wassermühlen, so eine in Gribow und zwei in Gützkow.
1975 wurden an der Peene zwischen Gützkow und Anklam 35 Biber aus der Elbe-Mulde-Region hier angesiedelt. Sie vermehrten sich und besiedeln inzwischen die gesamte Peene und ihre Nebenflüsse, wie die Swinow. Entlang des „Schiefenberges“ in den Weichholzbrüchen am Swinowbach sind mehrere Biberansiedlungen zu finden.
1977 wurde beim Neubau der Swinow-Brücke in der Teichstraße der alte Mühlenstau – genannt die „Freischütten“ – bis auf einen geringen Rest beseitigt. Da damit auch heute noch die Wasserregulierung bei Hochwasser problematisch ist, wurde später die Schaffung von Ausweichflächen projektiert.
2011 wurde begonnen, den Lauf zu renaturieren und größere Überflutungsflächen als Feuchtbiotope zu schaffen. Diese Arbeiten zogen sich vom Hasenberg bis zum Liebenthal hin, also um ganz Gützkow herum.
Bei diesen Arbeiten kamen nördlich des Schloßberges einige archäologische Überraschungen zu Tage, so ein Kesseldepot aus sieben Metallkesseln aus dem Dreißigjährigen Krieg, die dort wohl vor marodierenden Landsknechten in Sicherheit gebracht wurden. Dieser Depotfund ist in seiner Erhaltung, seiner Größe und seinen geschichtlichen Fundumständen nach Rückfrage des Landesamtes von M-V bei anderen Landesämtern nach Vergleichsbeispielen wohl relativ einzigartig.
Weiter flussaufwärts kam ein weiterer ähnlicher Kessel ans Tageslicht und in Richtung des ehemaligen Mühlenstaus tauchte ein frühneuzeitlicher Wasserbau auf, der zuerst als Bohlenweg, später aber als Stauanlage gedeutet wurde. Dabei war aber die Datierung sehr zweifelhaft, da die Anlage aus Weichholz bestand und für eine Dendroprobe nicht in Frage kam. Die Holzbalken zerfielen bald nach der Freilegung.

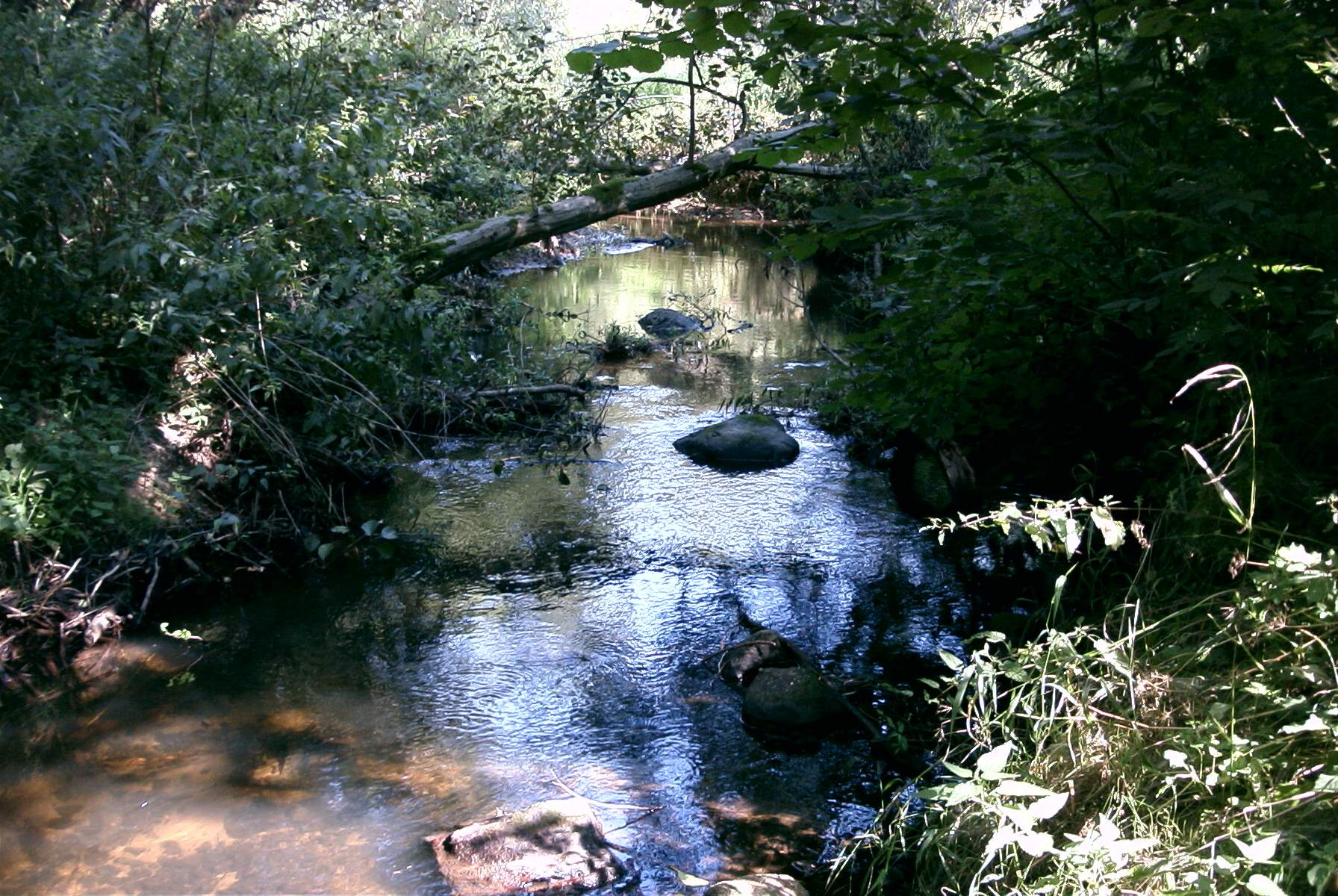
Der Durchbruch der Swinow am Schiefenberg vor Gützkow
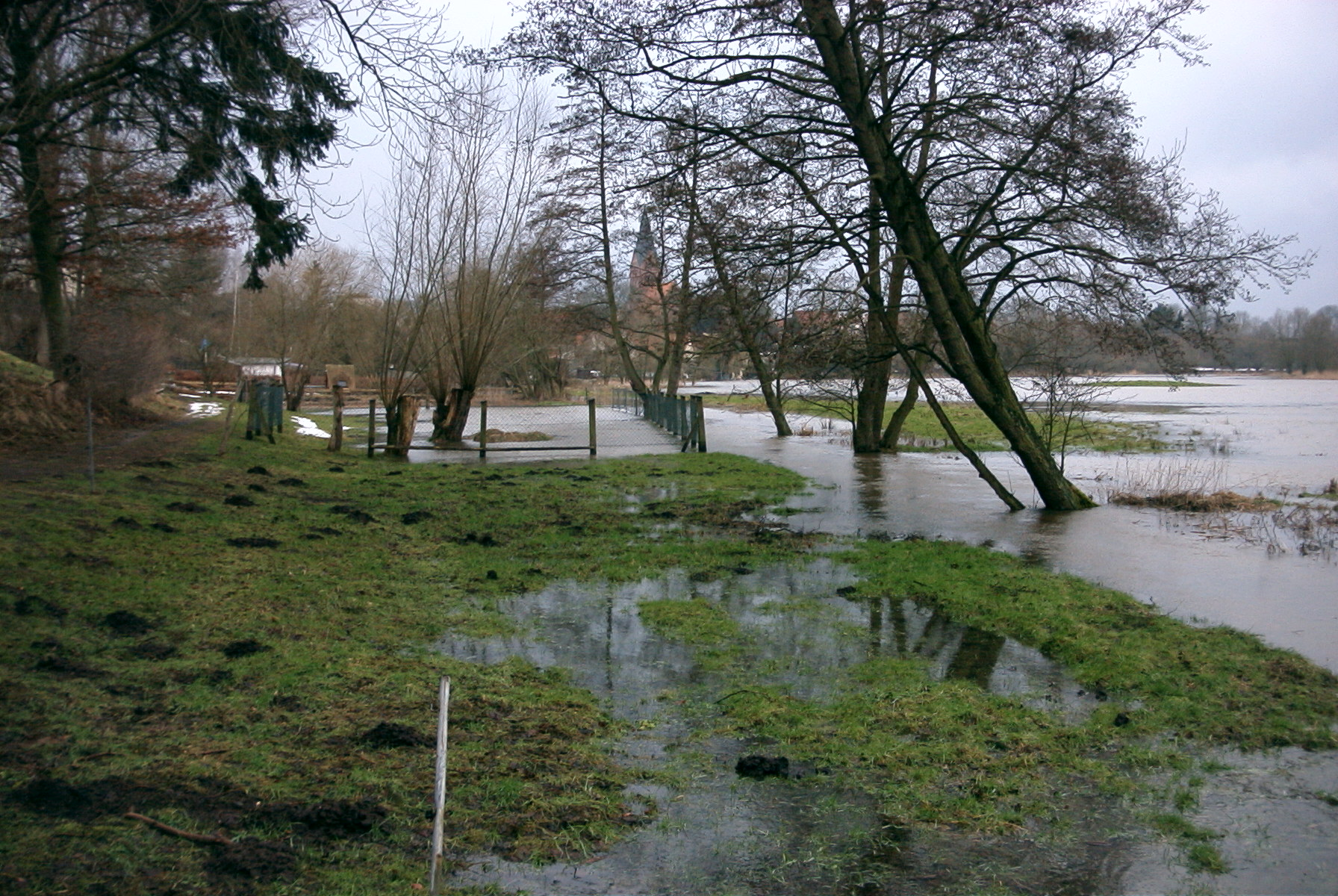
Die Swinow überschwemmt bei Hochwasser die Stadtwiesen.
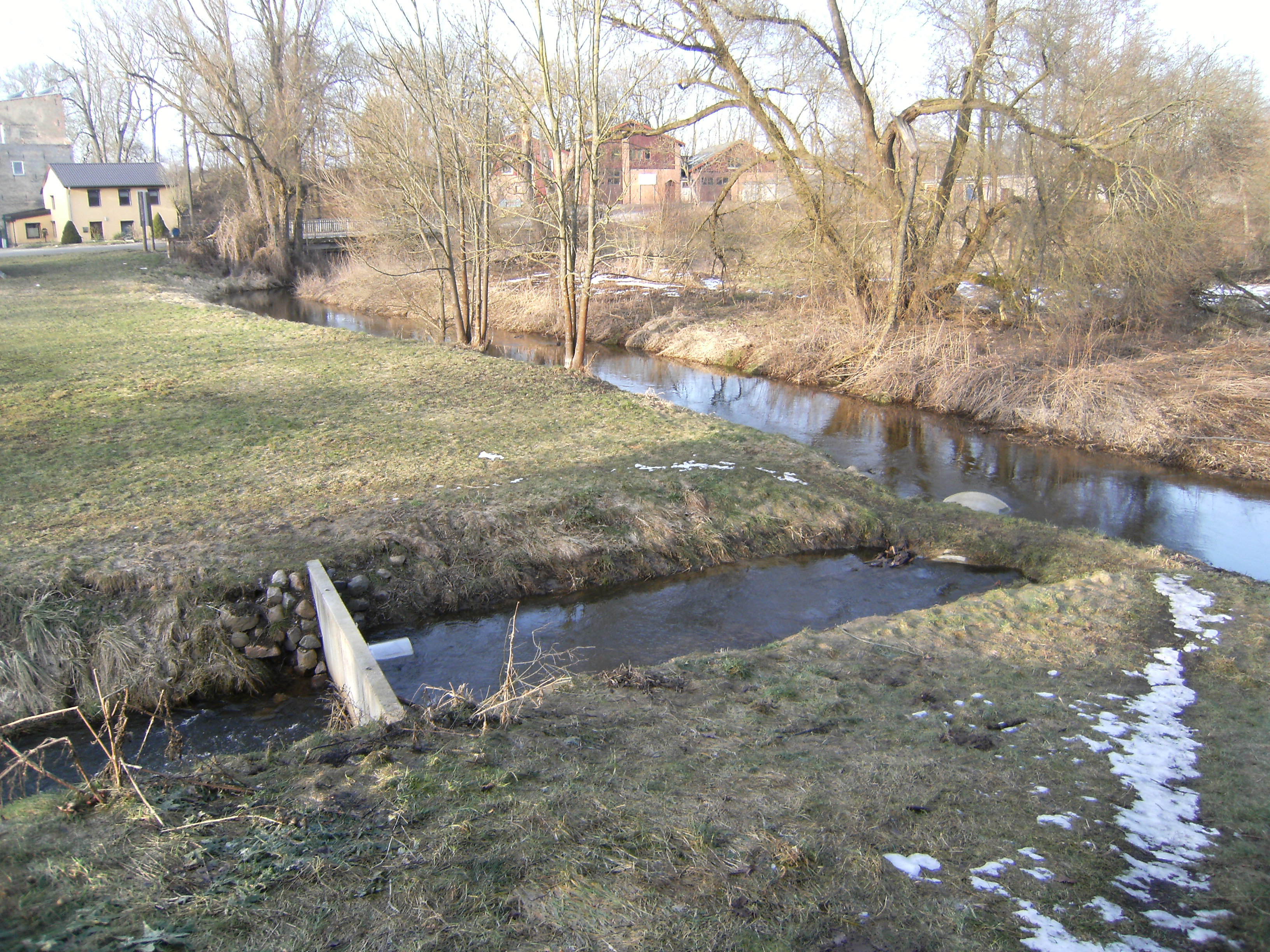
Swinow an der Einmündung des Mühlbaches
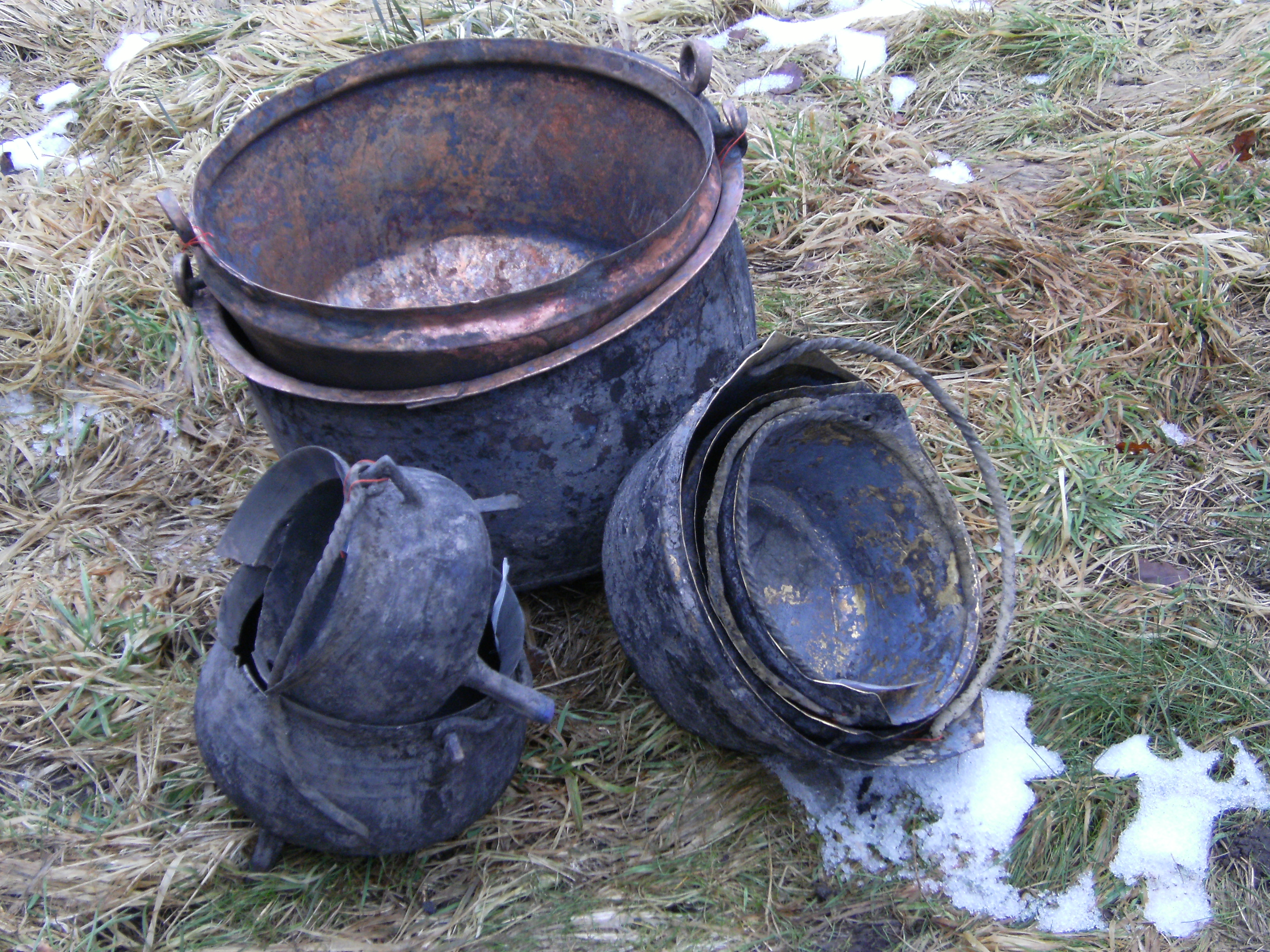
Kesselfund von 2013 - Depot in Fundstellung aus dem Swinowmoor
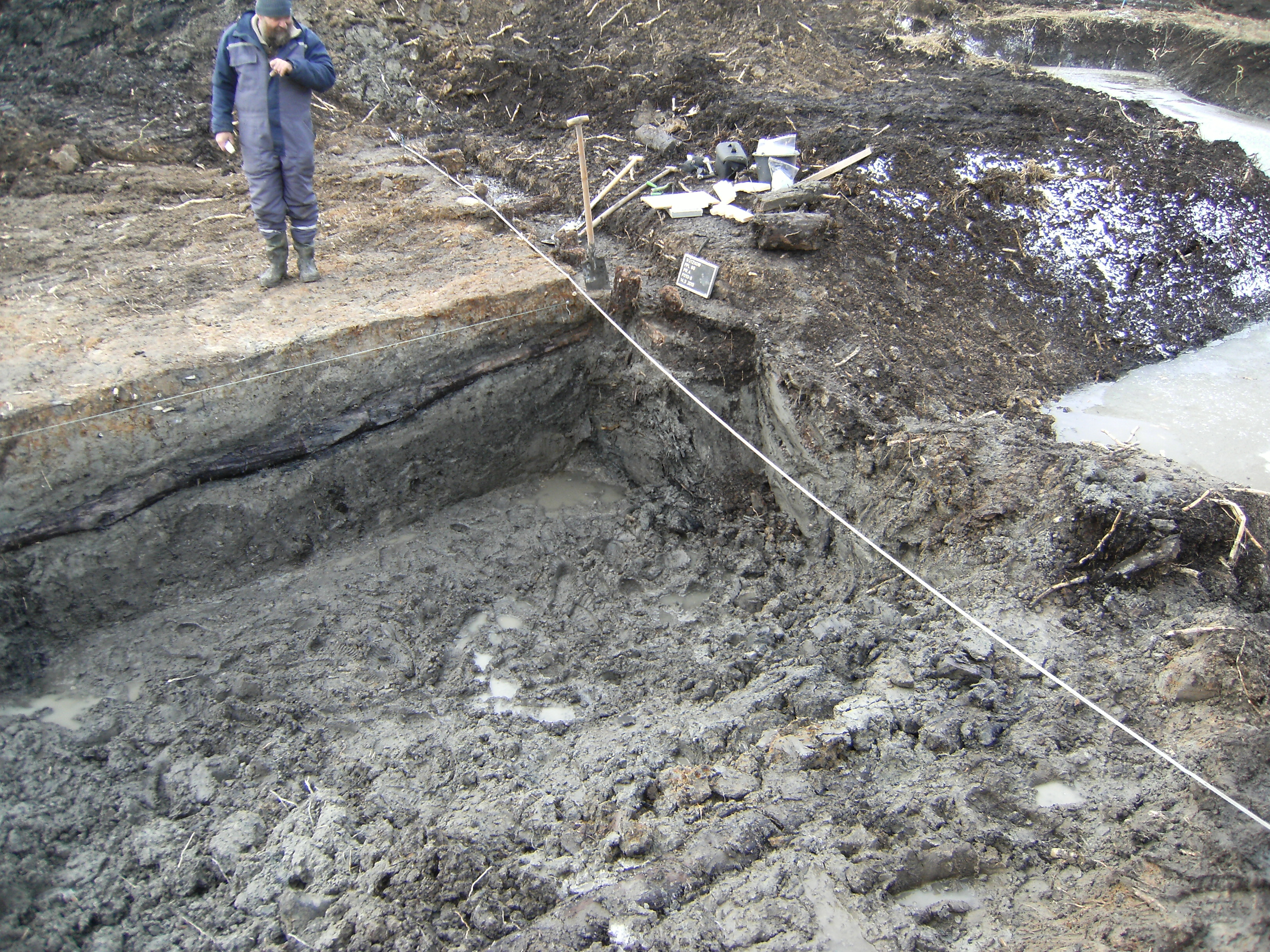
Bohlenweg oder Wasserbau? Grabung 2013 am Schlossberg
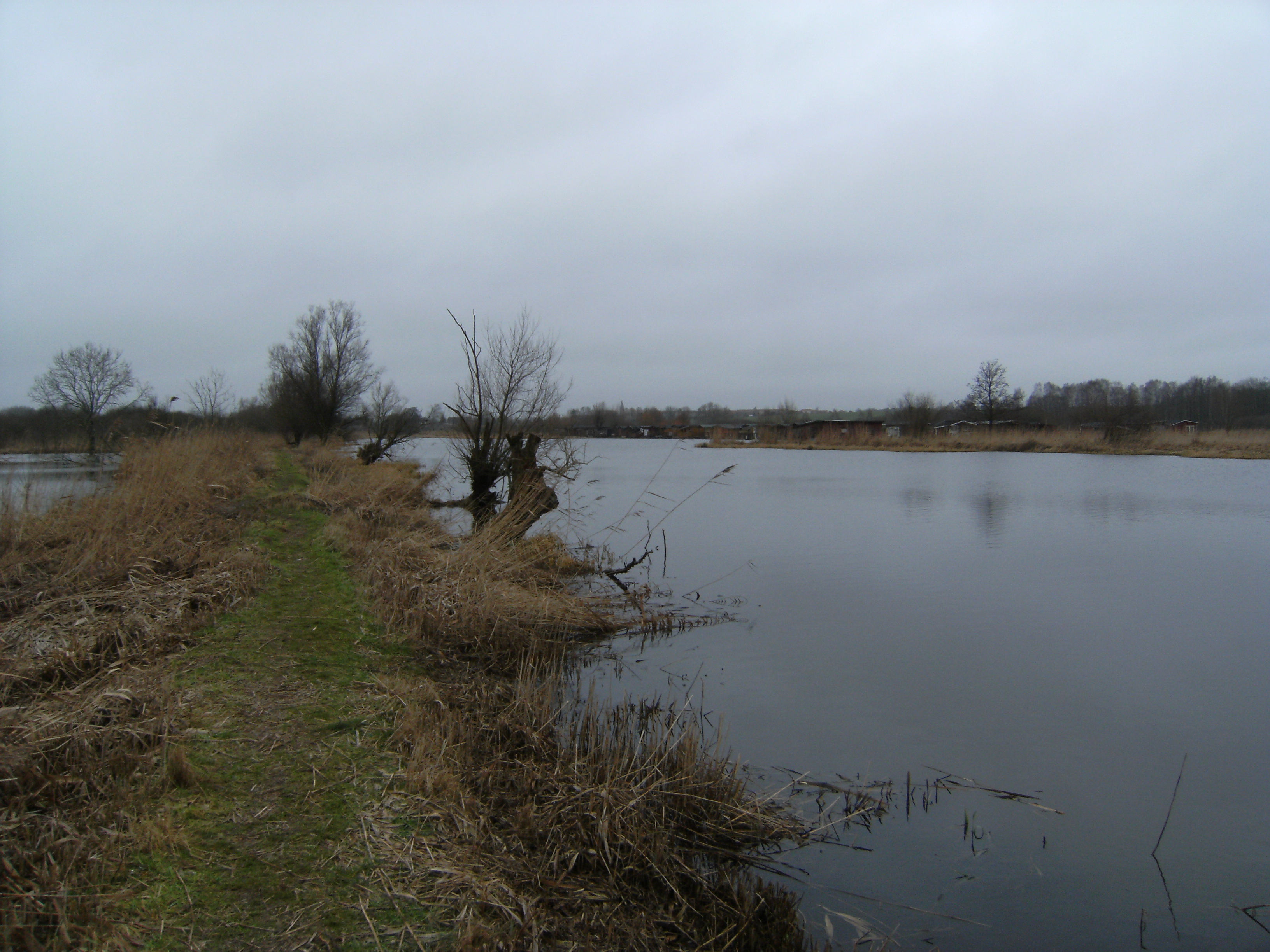
Swinowbach vor der Peeneeinmündung - durchfließt Torfstich, genannt - Kanal